# Зло внутри (фильм, 2017)
Зло внутри — американский фильм ужасов 2017 года режиссера Эндрю Гетти с Фредериком Келером, Майклом Берриманом, Шоном Патриком Флэнери и Диной Мейер в главных ролях. Первоначально она называлась «Рассказчик». Концепция и разработка фильма были личным проектом Гетти, который в значительной степени самостоятельно финансировал его предполагаемой стоимостью 4-6 миллионов долларов; на завершение производства ушло пятнадцать лет. После смерти Гетти в 2015 году монтаж фильма был завершён продюсером Майклом Лусери.
Официальная премьера фильма состоялась на кинофестивале Fantasporto 26 февраля 2017 года, а позже он был приобретен компанией Vision Films, которая выпустила его через Video on Demand 4 апреля 2017 года. The Evil Within получил смешанные отзывы от критиков, которые раскритиковали неровности фильма и диалоги, одновременно похвалив его за странность и преданность Гетти материалу.

## Релиз
Официальная премьера фильма «Зло внутри» состоялась на кинофестивале Fantasporto 26 февраля 2017 года. Позже он был показан на фестивале фильмов ужасов «Мертвые на рассвете» 20 апреля того же года. 27 октября состоялся Амстердамский кинофестиваль. В тот же день фильм поочередно демонстрировался на кинофестивале Морбидо в рамках раздела «Новая кровь».

### Домашний релиз
Позже фильм был приобретен Vision Films и выпущен 4 апреля 2017 года на VOD-сервисах в Северной Америке, таких как Amazon, под новым названием «Зло внутри».

## Оценки критиков
«Зло внутри» получило смешанные отзывы критиков, причем многие критики отмечали неравномерность фильма. Однако на Rotten Tomatoes фильм получил 100%-ный рейтинг одобрения, основанный на пяти рецензиях.